# Драфт ВНБА 2000 года
Драфт ВНБА 2000 года прошёл 25 апреля, в среду, в студии развлечений НБА (англ. NBA Entertainment Studios) в городке Секокус, штат Нью-Джерси. К участию в драфте были допущены игроки после окончания колледжа и игроки-иностранцы. Так как лотерея драфта стала проводиться только с 2002 года, право выбора под первым номером получила последняя команда прошедшего сезона «Кливленд Рокерс», который она использовала на 19-летнюю бельгийскую центровую Энн Воутерс, ранее выступавшую в чемпионате Франции за «USV Олимпик».
В сезоне 2000 года приняло участие 16 клубов, на четыре больше, чем в прошедшем, потому что в межсезонье ВНБА пополнило сразу четыре команды: «Индиана Фивер», «Майами Сол», «Портленд Файр» и «Сиэтл Шторм». В результате увеличения количества команд ассоциации состоялся так называемый драфт расширения, который прошёл 15 декабря 1999 года.
Всего на этом драфте было выбрано 64 баскетболистки, из них 51 из США, 3 из Австралии (Джессика Бибби, Катрина Хибберт и Натали Портер), 2 из Чехии (Камила Водичкова и Романа Хамзова) и по одной из Бельгии (Энн Воутерс), Бразилии (Синтия дос Сантос), Украины (Ольга Фирсова), России (Элен Шакирова), Литвы (Юргита Штреймиките), Германии (Софи фон Салдерн), Словакии (Яна Личнерова) и Канады (Кэл Бушар).

## Легенда к драфту
|  | Выделены игроки, выбранные в Баскетбольный зал славы                      |
|  | Выделены участники Матча всех звёзд ВНБА и игроки сборной всех звёзд ВНБА |
|  | Выделены участники Матча всех звёзд ВНБА                                  |
|  | Выделены игроки сборной всех звёзд ВНБА                                   |
|  | Выделены игроки, не игравшие в ВНБА                                       |

## Драфт расширения

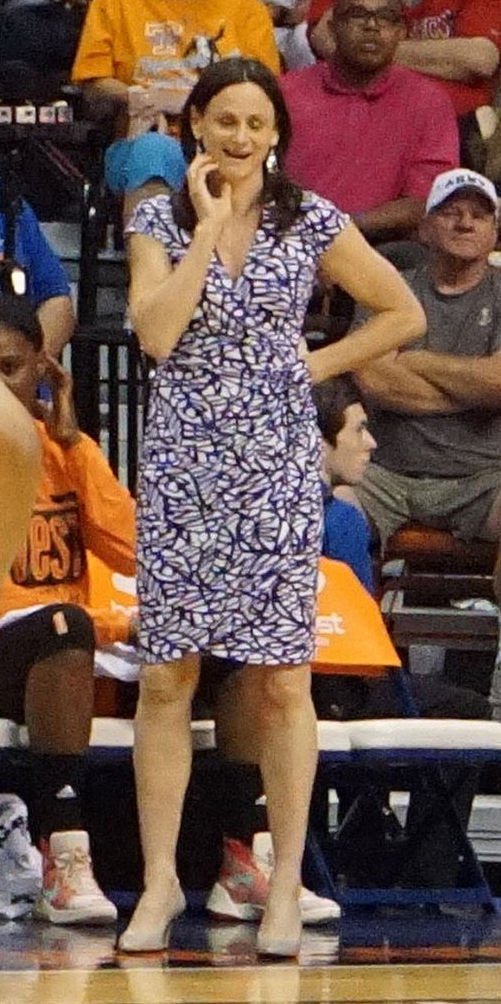
Сэнди Бронделло, 6-й номер драфта расширения

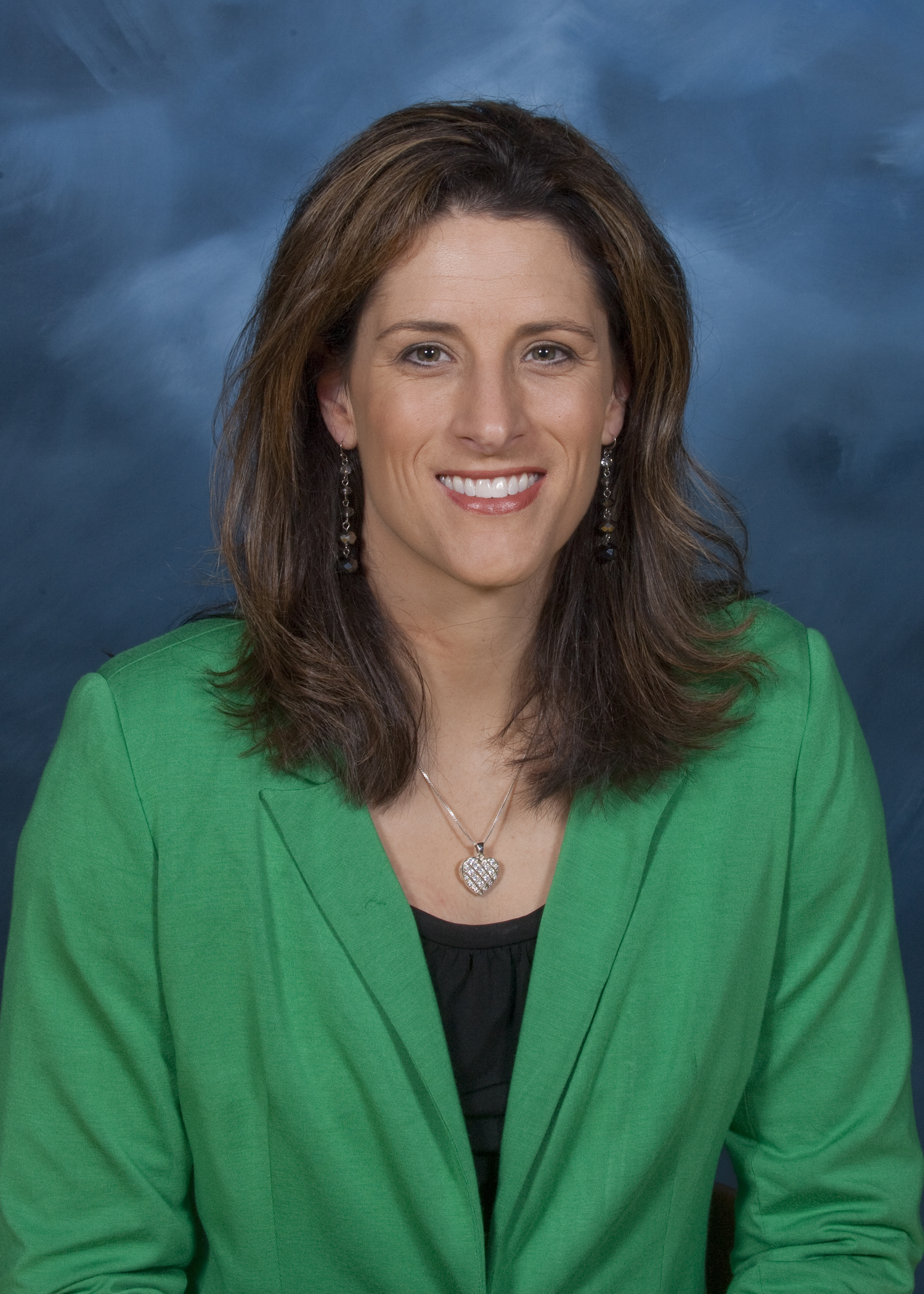
Стефани Маккарти, 8-й номер драфта расширения

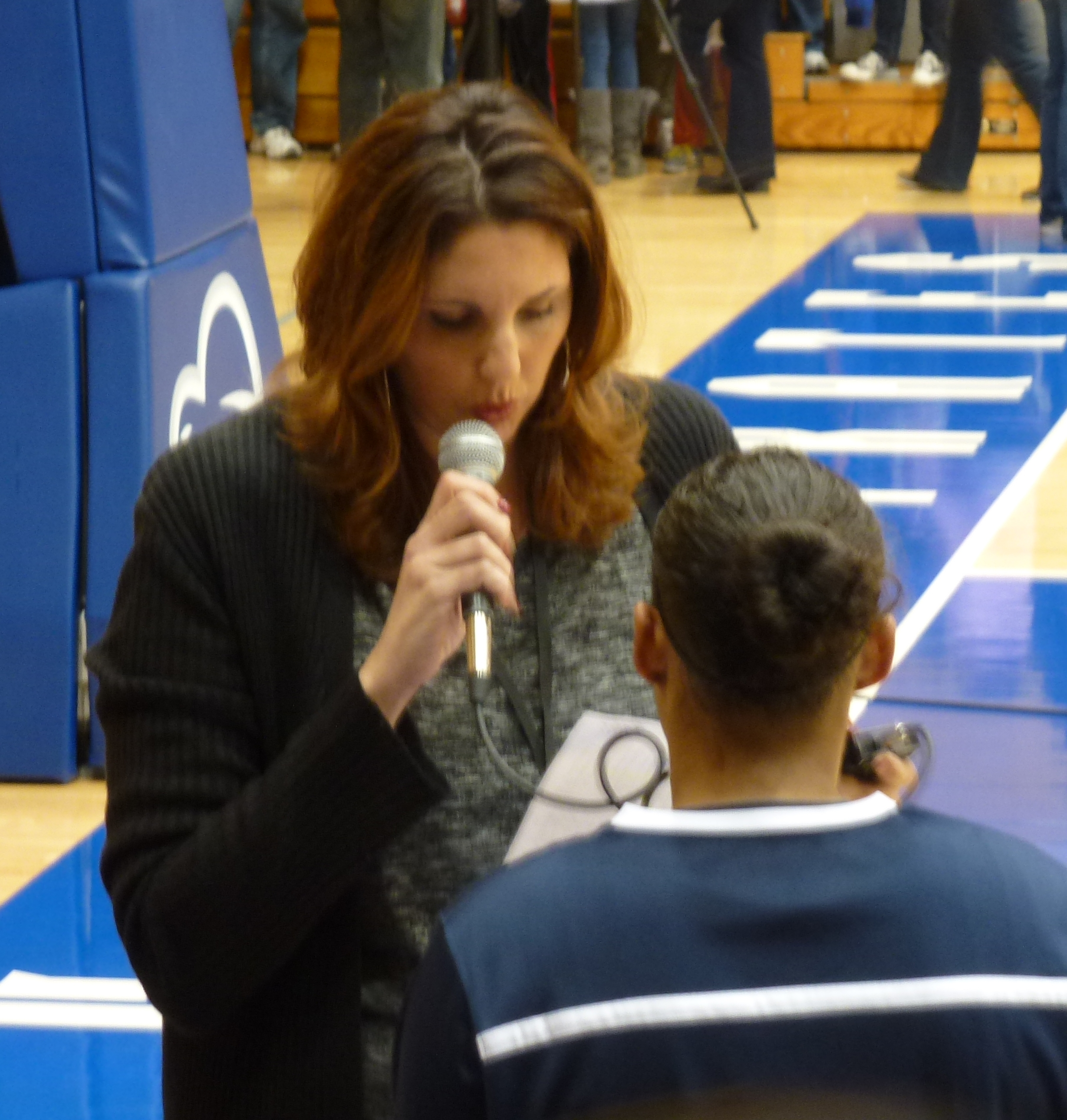
Кара Уолтерс, 17-й номер драфта расширения

| Выбор | Игрок            | Позиция   | Гражданство         | Новая команда | Бывшая команда      | Университет/ Бывшая команда          |
| ----- | ---------------- | --------- | ------------------- | ------------- | ------------------- | ------------------------------------ |
| 1     | Гордана Грубин   | Защитник  | Сербия и Черногория | Индиана Фивер | Лос-Анджелес Спаркс | МиЗо Печ                             |
| 2     | Эдна Кэмпбелл    | Защитник  | США                 | Сиэтл Шторм   | Финикс Меркури      | Техасский университет в Остине       |
| 3     | Кейт Старбёрд    | Защитник  | США                 | Майами Сол    | Сакраменто Монархс  | Стэнфордский университет             |
| 4     | Алиса Беррас     | Форвард   | США                 | Портленд Файр | Кливленд Рокерс     | Технологический университет Луизианы |
| 5     | Соня Хеннинг     | Защитник  | США                 | Портленд Файр | Хьюстон Кометс      | Стэнфордский университет             |
| 6     | Сэнди Бронделло  | Защитник  | Австралия           | Майами Сол    | Детройт Шок         | Австралийский институт спорта        |
| 7     | София Уизерспун  | Защитник  | США                 | Сиэтл Шторм   | Нью-Йорк Либерти    | Флоридский университет               |
| 8     | Стефани Маккарти | Защитник  | США                 | Индиана Фивер | Шарлотт Стинг       | Университет Пердью                   |
| 9     | Найри Робертс    | Центровая | США                 | Индиана Фивер | Вашингтон Мистикс   | Университет Старого Доминиона        |
| 10    | Анджела Эйкок    | Форвард   | США                 | Сиэтл Шторм   | Миннесота Линкс     | Канзасский университет               |
| 11    | Дебби Блэк       | Защитник  | США                 | Майами Сол    | Юта Старз           | Университет Сент-Джозефс             |
| 12    | Тари Филлипс     | Центровая | США                 | Портленд Файр | Орландо Миракл      | Университет Центральной Флориды      |
| 13    | Коквис Вашингтон | Защитник  | США                 | Портленд Файр | Нью-Йорк Либерти    | Университет Нотр-Дам                 |
| 14    | Шэрон Мэннинг    | Форвард   | США                 | Майами Сол    | Шарлотт Стинг       | Университет штата Северная Каролина  |
| 15    | Нина Бьедов      | Центровая | Сербия и Черногория | Сиэтл Шторм   | Лос-Анджелес Спаркс | Баскет Бис Тревиглио                 |
| 16    | Рита Уильямс     | Защитник  | США                 | Индиана Фивер | Вашингтон Мистикс   | Университет Коннектикута             |
| 17    | Кара Уолтерс     | Центровая | США                 | Индиана Фивер | Хьюстон Кометс      | Университет Коннектикута             |
| 18    | Тони Фостер      | Форвард   | США                 | Сиэтл Шторм   | Финикс Меркури      | Айовский университет                 |
| 19    | Лесли Браун      | Форвард   | США                 | Майами Сол    | Детройт Шок         | Виргинский университет               |
| 20    | Молли Гуденбур   | Защитник  | США                 | Портленд Файр | Сакраменто Монархс  | Стэнфордский университет             |
| 21    | Джамиля Уайдман  | Защитник  | США                 | Портленд Файр | Кливленд Рокерс     | Стэнфордский университет             |
| 22    | Иоланда Мур      | Защитник  | США                 | Майами Сол    | Орландо Миракл      | Университет Миссисипи                |
| 23    | Шармин Смит      | Защитник  | США                 | Сиэтл Шторм   | Миннесота Линкс     | Стэнфордский университет             |
| 24    | Шантель Тремитир | Защитник  | США                 | Индиана Фивер | Юта Старз           | Обернский университет                |

## Основной драфт

### Первый раунд

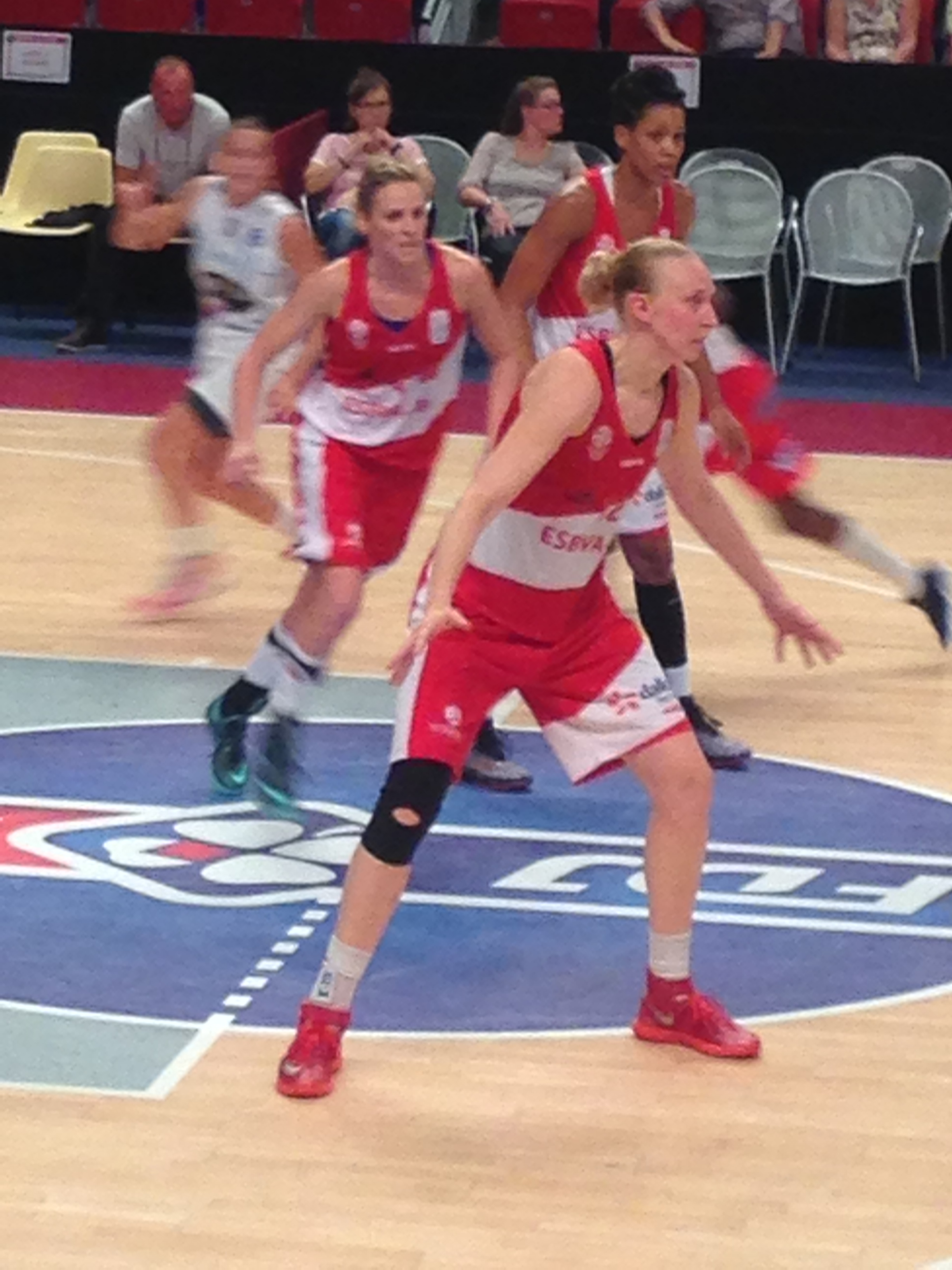
Энн Воутерс, 1-й номер драфта

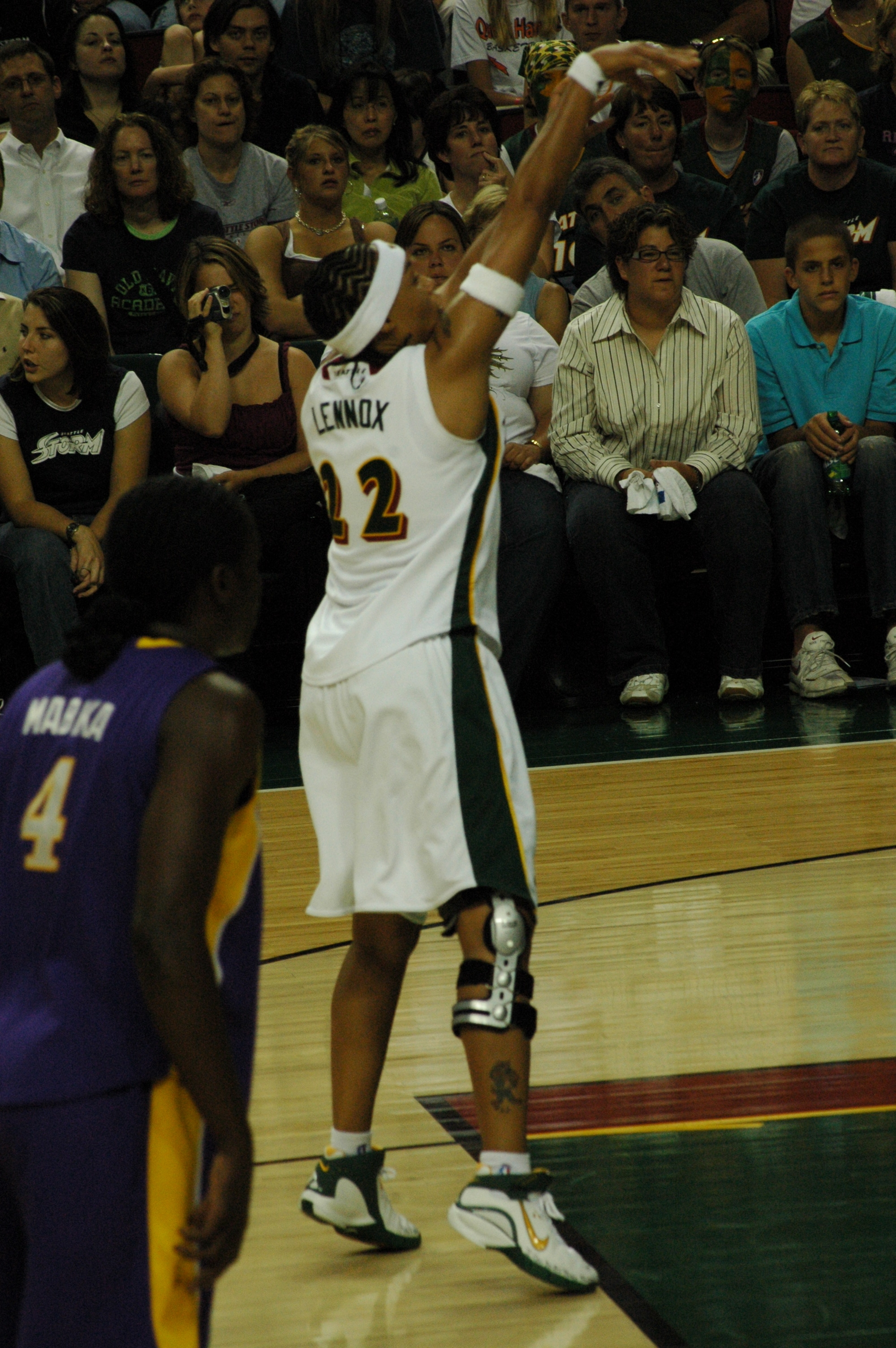
Бетти Леннокс, 6-й номер драфта

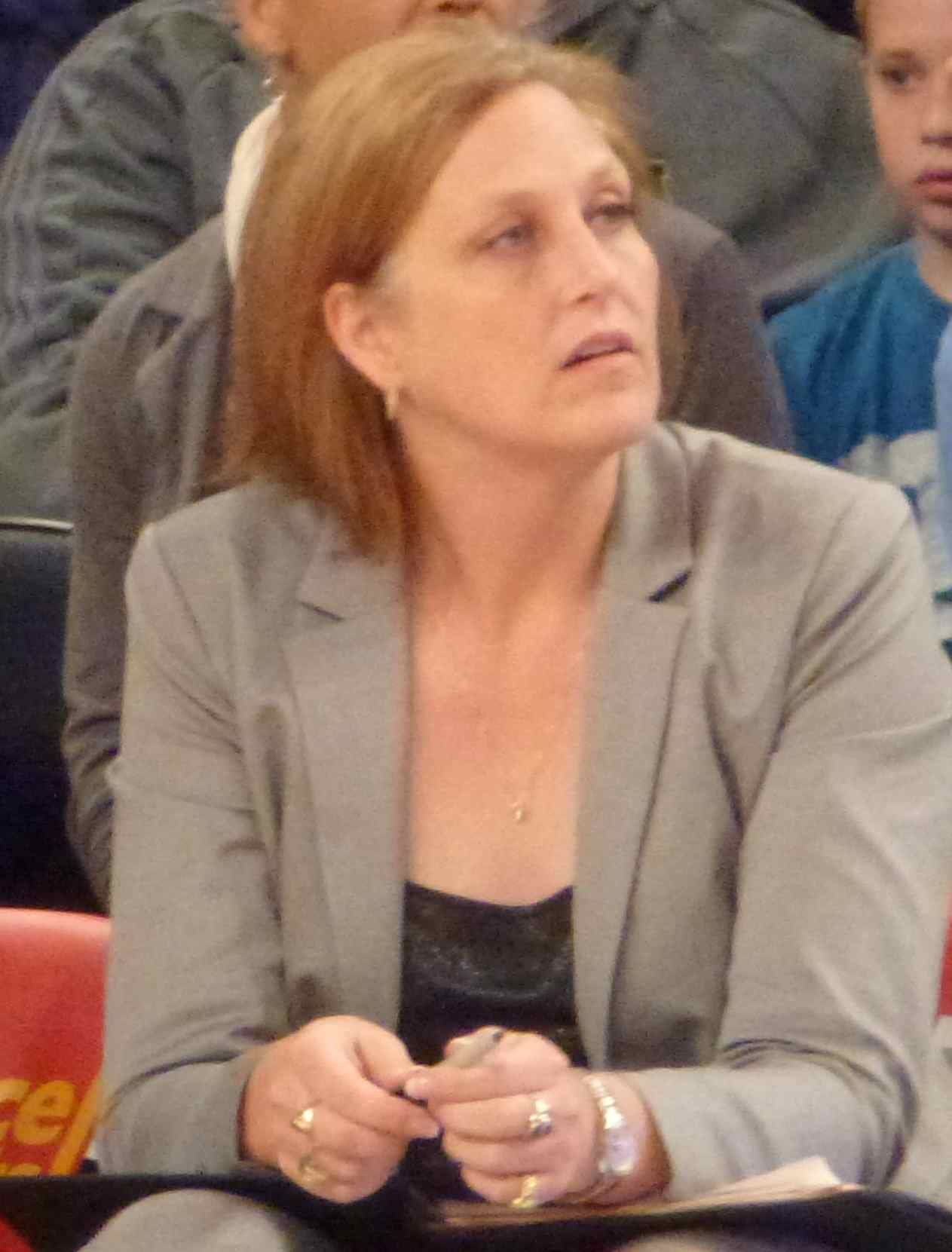
Кэти Стединг, 14-й номер драфта

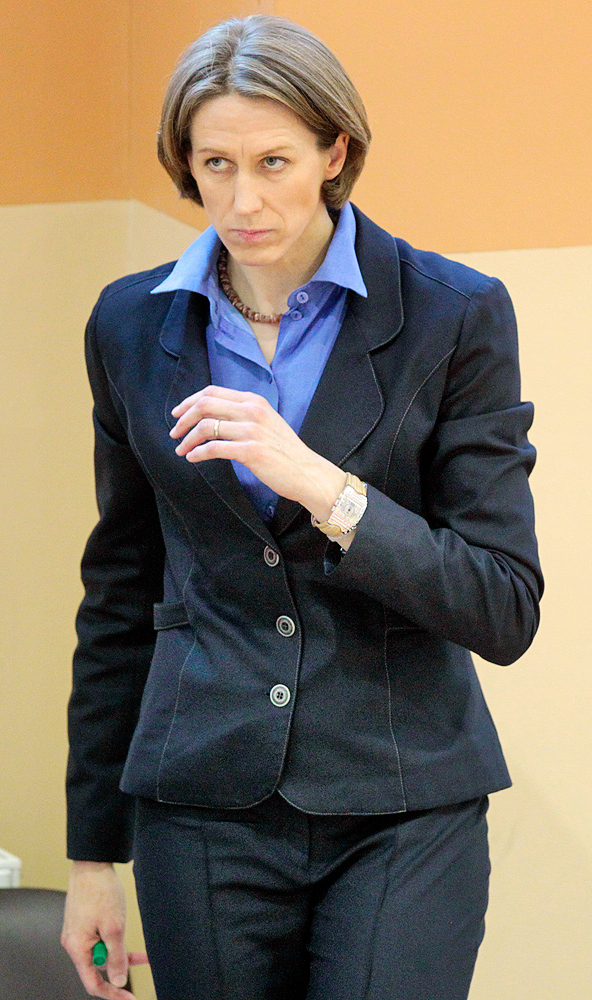
Юргита Штреймиките, 26-й номер драфта

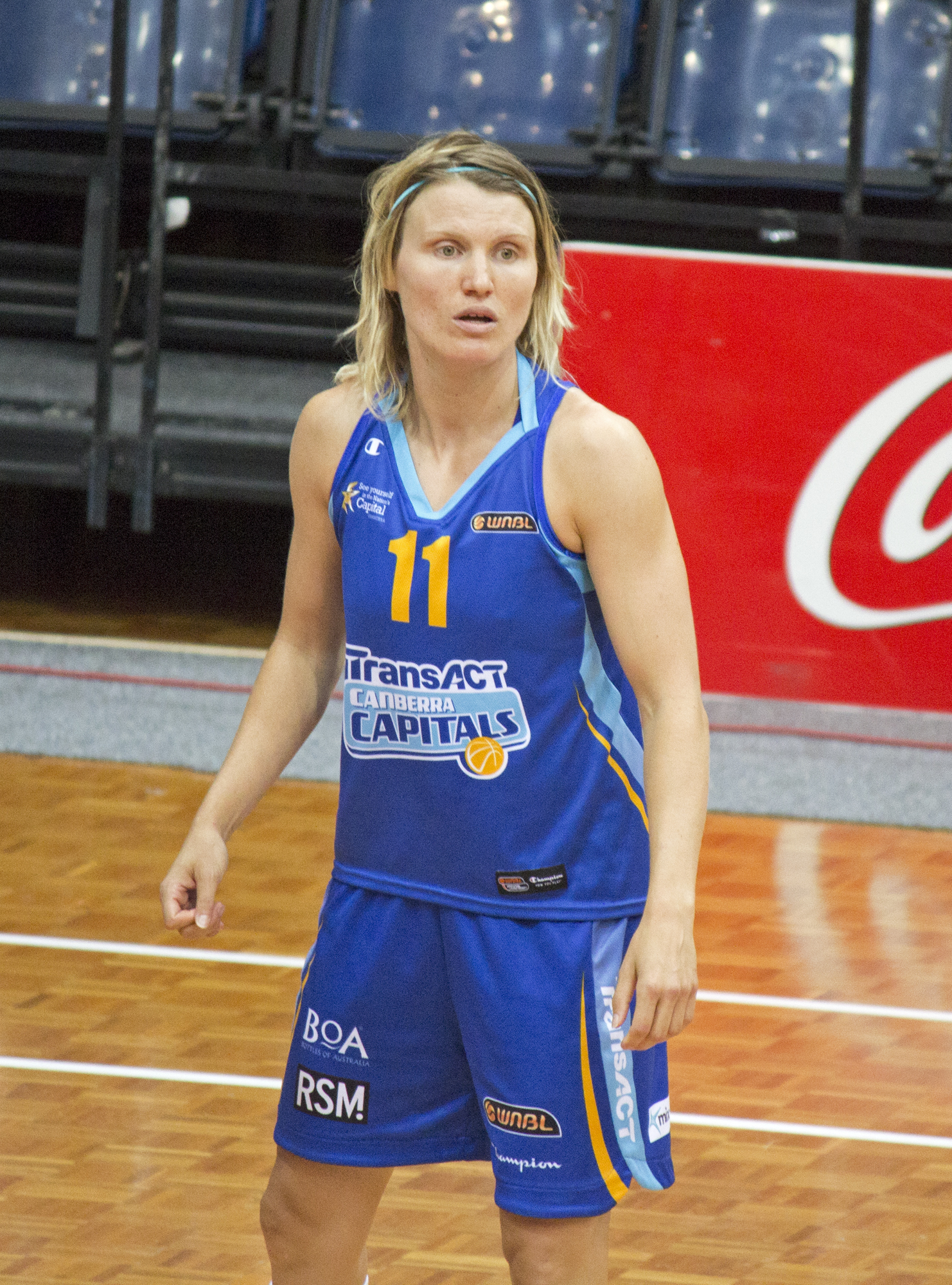
Джессика Бибби, 45-й номер драфта

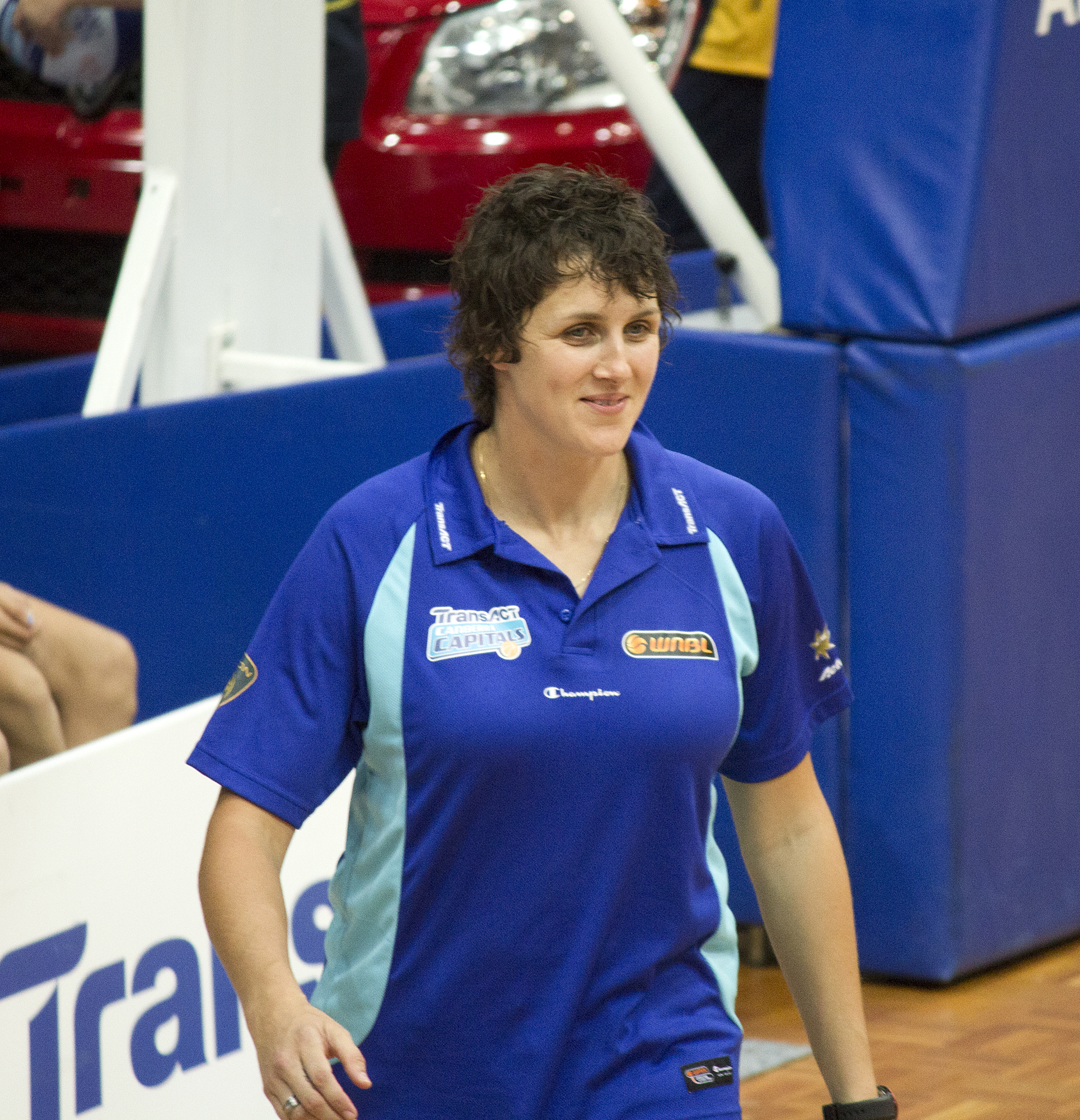
Натали Портер, 61-й номер драфта

| Выбор | Игрок              | Позиция             | Гражданство | Команда драфта      | Университет/ Бывшая команда                     |
| ----- | ------------------ | ------------------- | ----------- | ------------------- | ----------------------------------------------- |
| 1     | Энн Воутерс        | Центровая           | Бельгия     | Кливленд Рокерс     | USV Олимпик                                     |
| 2     | Таша Миллс         | Центровая           | США         | Вашингтон Мистикс   | Алабамский университет / Чикаго Кондорс (АБЛ)   |
| 3     | Эдвина Браун       | Защитник            | США         | Детройт Шок         | Техасский университет в Остине                  |
| 4     | Синтия дос Сантос  | Форвард / Центровая | Бразилия    | Орландо Миракл      | Осаско (Сан-Паулу)                              |
| 5     | Грейс Дейли        | Защитник            | США         | Миннесота Линкс     | Тулейнский университет                          |
| 6     | Бетти Леннокс      | Защитник            | США         | Миннесота Линкс     | Технологический университет Луизианы            |
| 7     | Линн Прайд         | Защитник / Форвард  | США         | Портленд Файр       | Канзасский университет                          |
| 8     | Тамика Джексон     | Защитник            | США         | Детройт Шок         | Технологический университет Луизианы            |
| 9     | Камила Водичкова   | Форвард / Центровая | Чехия       | Сиэтл Шторм         | Гамбринус Брно                                  |
| 10    | Мейлана Мартин     | Форвард             | США         | Миннесота Линкс     | Калифорнийский университет в Лос-Анджелесе      |
| 11    | Саммер Эрб         | Центровая           | США         | Шарлотт Стинг       | Университет штата Северная Каролина             |
| 12    | Наоми Мулитоаопеле | Центровая           | США         | Юта Старз           | Стэнфордский университет                        |
| 13    | Ольга Фирсова      | Центровая           | Украина     | Нью-Йорк Либерти    | Университет штата Канзас                        |
| 14    | Кэти Стединг       | Форвард             | США         | Сакраменто Монархс  | Стэнфордский университет / Портленд Пауэр (АБЛ) |
| 15    | Николь Кубик       | Защитник            | США         | Лос-Анджелес Спаркс | Университет Небраски в Линкольне                |
| 16    | Элен Шакирова      | Форвард / Центровая | Россия      | Хьюстон Кометс      | Динамо (Москва)                                 |

### Второй раунд
| Выбор | Игрок                 | Позиция             | Гражданство | Команда драфта      | Университет/ Бывшая команда                         |
| ----- | --------------------- | ------------------- | ----------- | ------------------- | --------------------------------------------------- |
| 17    | Хелен Дарлинг         | Защитник            | США         | Кливленд Рокерс     | Университет штата Пенсильвания                      |
| 18    | Тоня Вашингтон        | Защитник / Форвард  | США         | Вашингтон Мистикс   | Флоридский университет                              |
| 19    | Джемека Джонс         | Защитник            | США         | Майами Сол          | Университет Северной Каролины в Шарлотт             |
| 20    | Дженнон Роланд        | Центровая           | США         | Орландо Миракл      | Университет Пердью / Нью-Ингленд Близзард (АБЛ)     |
| 21    | Адриан Уильямс-Стронг | Форвард / Центровая | США         | Финикс Меркури      | Университет Южной Калифорнии                        |
| 22    | Марла Брумфилд        | Защитник            | США         | Миннесота Линкс     | Университет Райса                                   |
| 23    | Стейси Томас          | Форвард             | США         | Портленд Файр       | Мичиганский университет                             |
| 24    | Кейта Дикерсон        | Форвард             | США         | Миннесота Линкс     | Технологический университет Техаса                  |
| 25    | Чарисс Сэмпсон        | Защитник            | США         | Сиэтл Шторм         | Канзасский университет / Нью-Ингленд Близзард (АБЛ) |
| 26    | Юргита Штреймиките    | Форвард             | Литва       | Индиана Фивер       | Пул Коменс                                          |
| 27    | Тиффани Трэвис        | Защитник / Форвард  | США         | Шарлотт Стинг       | Флоридский университет                              |
| 28    | Мадина Слейс          | Защитник            | США         | Детройт Шок         | Университет Цинциннати                              |
| 29    | Дезире Фрэнсис        | Форвард             | США         | Нью-Йорк Либерти    | Университет штата Айова                             |
| 30    | Стейси Клайнсмит      | Защитник            | США         | Сакраменто Монархс  | Калифорнийский университет в Санта-Барбаре          |
| 31    | Пейдж Соер            | Центровая           | США         | Лос-Анджелес Спаркс | Университет Коннектикута                            |
| 32    | Андреа Гарнер         | Центровая           | США         | Хьюстон Кометс      | Университет штата Пенсильвания                      |

### Третий раунд
| Выбор | Игрок            | Позиция            | Гражданство | Команда драфта      | Университет/ Бывшая команда                        |
| ----- | ---------------- | ------------------ | ----------- | ------------------- | -------------------------------------------------- |
| 33    | Моник Морхаус    | Центровая          | США         | Кливленд Рокерс     | Обернский университет / Нью-Ингленд Близзард (АБЛ) |
| 34    | Джилл Мортон     | Защитник           | США         | Шарлотт Стинг       | Луисвиллский университет                           |
| 35    | Стейси Фриз      | Защитник           | США         | Юта Старз           | Университет штата Айова                            |
| 36    | Шонетта Стюарт   | Защитник           | США         | Орландо Миракл      | Ратгерский университет                             |
| 37    | Тоя Кэтчингс     | Форвард            | США         | Финикс Меркури      | Иллинойсский университет в Урбане-Шампейне         |
| 38    | Филеша Уэйли     | Форвард            | США         | Миннесота Линкс     | Университет Оклахомы                               |
| 39    | Максанн Рис      | Защитник           | США         | Портленд Файр       | Университет штата Мичиган                          |
| 40    | Милена Флорес    | Защитник           | США         | Майами Сол          | Стэнфордский университет                           |
| 41    | Кирра Джордан    | Форвард            | США         | Сиэтл Шторм         | Университет Райса                                  |
| 42    | Аша Гилмор       | Защитник / Форвард | США         | Индиана Фивер       | Ратгерский университет                             |
| 43    | Пеппи Браун      | Защитник / Форвард | США         | Шарлотт Стинг       | Университет Дьюка                                  |
| 44    | Шавонн Хэммонд   | Защитник / Форвард | США         | Детройт Шок         | Университет Вандербильта                           |
| 45    | Джессика Бибби   | Защитник           | Австралия   | Нью-Йорк Либерти    | Данденонг Рейнджерс (ЖНБЛ)                         |
| 46    | Ронда Смит       | Центровая          | США         | Сакраменто Монархс  | Вашингтонский университет                          |
| 47    | Марте Александер | Центровая          | США         | Лос-Анджелес Спаркс | Аризонский университет                             |
| 48    | Латавия Коулман  | Форвард            | США         | Хьюстон Кометс      | Университет штата Флорида                          |

### Четвёртый раунд
| Выбор | Игрок             | Позиция             | Гражданство | Команда драфта      | Университет/ Бывшая команда                     |
| ----- | ----------------- | ------------------- | ----------- | ------------------- | ----------------------------------------------- |
| 49    | Софи фон Салдерн  | Форвард / Центровая | Германия    | Кливленд Рокерс     | Калифорнийский университет в Беркли             |
| 50    | Латина Дэвис      | Защитник            | США         | Индиана Фивер       | Университет Теннесси                            |
| 51    | Кристен Расмуссен | Форвард             | США         | Юта Старз           | Университет штата Мичиган                       |
| 52    | Романа Хамзова    | Защитник            | Чехия       | Орландо Миракл      | Гамбринус Брно                                  |
| 53    | Шантия Оуэнс      | Центровая           | США         | Финикс Меркури      | Университет Кентукки                            |
| 54    | Яна Личнерова     | Центровая           | Словакия    | Миннесота Линкс     | Университет Сент-Джозефс                        |
| 55    | Ронда Смит        | Центровая           | США         | Портленд Файр       | Университет штата Калифорния в Лонг-Бич         |
| 56    | Шанель Стайрз     | Форвард             | США         | Миннесота Линкс     | Университет штата Канзас / Коламбус Квест (АБЛ) |
| 57    | Катрина Хибберт   | Защитник / Форвард  | Австралия   | Сиэтл Шторм         | Университет штата Луизиана                      |
| 58    | Рене Робинсон     | Защитник            | США         | Индиана Фивер       | Виргинский университет                          |
| 59    | Шака Мэсси        | Центровая           | США         | Шарлотт Стинг       | Технологический университет Луизианы            |
| 60    | Кэл Бушар         | Защитник            | Канада      | Детройт Шок         | Бостонский колледж                              |
| 61    | Натали Портер     | Форвард             | Австралия   | Нью-Йорк Либерти    | Данденонг Рейнджерс (ЖНБЛ)                      |
| 62    | Джессика Зинобайл | Форвард             | США         | Сакраменто Монархс  | Университет Святого Фрэнсиса                    |
| 63    | Ники Маккриммон   | Защитник            | США         | Лос-Анджелес Спаркс | Университет Южной Калифорнии                    |
| 64    | Эбби Вилленборг   | Форвард             | США         | Хьюстон Кометс      | Университет Маркетта                            |